# MODUS21
MODUS21, für MODell Unternehmen Schule im 21. Jahrhundert, war ein Modellversuch der Friedrich-Alexander-Universität Erlangen-Nürnberg für unterschiedliche Schularten, der 2002 begonnen und im Juli 2007 abgeschlossen wurde. Der Versuch wurde durch die Stiftung Bildungspakt Bayern gefördert und in Kooperation mit dem Bayerischen Staatsministerium für Unterricht und Kultus durchgeführt.

## Ziel und Aufbau
Ziel ist die Förderung von mehr Selbstständigkeit und unternehmerischem Denken an Schulen. Positive Ergebnisse von MODUS21 sollen zukünftig in die Schulpraxis übernommen werden.
Der Versuch ist modular aufgebaut und umfasst die Kernarbeitsfächer Qualität von Unterricht und Erziehung, Personalmanagement und Personalführung, Inner- und außerschulische Partnerschaften und Sachmittelverantwortung.
Die teilnehmenden Schulen dürfen bei der Erprobung geeigneter Methoden zur Stärkung der Selbstständigkeit bei pädagogischer Erforderlichkeit über die geltenden Schulordnungen hinausgehen, solange die Vorgaben des Bayerischen Erziehungs- und Unterrichtsgesetzes (BayEUG) und der Lehrpläne eingehalten werden.
Anfangs nahmen 23 und zuletzt 44 Pilotschulen verschiedener Schularten (Förderschulen, Grundschulen, Hauptschulen, Volksschulen, Gymnasien, sowie Berufliche Schulen) am Versuch teil.

## Ergebnisse
30 erprobte und positiv bewertete Maßnahmen der MODUS21-Schulen wurden bereits mit Beginn des Schuljahres 2005/06 für alle Schulen freigegeben. Damit haben alle bayerischen Schulen mehr Selbstständigkeit und größere Freiräume bei der Gestaltung von Unterricht und Schule erhalten. Die Auswahl geeigneter Maßnahmen aus den Bereichen Schulorganisation, Individualförderung, Leistungserhebung sowie Personalführung und Personalmanagement des Projekts steht den Schulen dabei frei.
Eine Fortsetzung des Versuchs ist MODUS F.